# Bloqueo del Consejo General del Poder Judicial
El bloqueo del Consejo General del Poder Judicial fue una crisis institucional que ocurrió en España desde diciembre de 2018, tras el término del mandato del Consejo General del Poder Judicial (CGPJ) y el posterior bloqueo a la renovación del órgano por parte de los partidos políticos representados en las Cortes Generales, y julio de 2024, cuando se consensuó la renovación del órgano de gobierno del Poder judicial en España.
Mientras duró el bloqueo, el órgano de gobierno de los jueces se mantuvo en funciones, aunque con plenos poderes, hasta 2021, cuando las Cortes le retiraron la capacidad de hacer nombramientos mientras estuviera en situación de interinidad. Para el final de la crisis, esta medida supuso que más de un 30 % de las plazas del Tribunal Supremo, así como otras en tribunales inferiores, se mantuvieron vacantes.

## Antecedentes

### Normativos
La Constitución Española de 1978 establece que el Poder Judicial se gobierna a sí mismo mediante el Consejo General del Poder Judicial. Este órgano, presidido por el Presidente del Tribunal Supremo y formado por otros veinte vocales, posee un mandato de cinco años. De acuerdo al texto constitucional, de los veinte vocales mencionados, doce deben pertenecer a la categoría de «Jueces y Magistrados» y ocho serán «abogados y otros juristas, todos ellos de reconocida competencia y con más de quince años de ejercicio en su profesión». En cuanto a la forma de elección, el artículo 122 de la Carta Magna establece que los ocho juristas serán elegidos por las Cortes Generales, a partes iguales entre ambas Cámaras, mientras que la forma de elección de los jueces y magistrados lo deja abierto a la regulación legal que haga el legislador.
A principios de 1980, las Cortes aprobaron la Ley Orgánica 1/1980, de 10 de enero, del Consejo General del Poder Judicial, una ley orgánica que desarrollaba las competencias del Consejo de Gobierno de los jueces. Esta ley, en su artículo duodécimo y siguientes, establecía que los doce jueces y magistrados serían elegidos por los propios jueces y magistrados mediante voto personal, igual, directo y secreto. La ley fue aprobada definitivamente por el Congreso de los Diputados el 28 de diciembre de 1979, con 258 votos a favor (principalmente UCD y PSOE), 17 en contra y dos abstenciones.
Cinco años después, en 1985 se aprobó la definitiva Ley Orgánica del Poder Judicial, que derogaba la anterior norma orgánica de 1980 y la integraba en esta. La principal novedad que trajo consigo fue la modificación del sistema de elección de esos doce jueces y magistrados, que desde la entrada en vigor de la nueva ley pasaban a ser elegidos —como los otros ocho vocales— por mayorías reforzadas —tres quintos— del Congreso de los Diputados y el Senado. Esta idea, inicialmente descartada, fue apoyada por el Partido Socialista Obrero Español (PSOE) —que por aquel entonces tenía 202 escaños— al considerar que la carrera judicial tenía una «estructura conservadora» y que debía pesar más la «mayoría parlamentaria». La ley fue aprobada de forma definitiva por el Congreso el 28 de marzo de 1985 con 188 votos a favor, 65 en contra y tres abstenciones.
Esta nueva ley fue recurrida por el sector más conservador del Parlamento al considerar que había riesgo de «politización», así como por el propio Consejo General del Poder Judicial al presentar diversos conflictos de competencias. Su inconstitucionalidad fue descartada por el Tribunal Constitucional en dos sentencias de 1986 (STC 45/1986, de 17 de abril y STC 108/1986, de 29 de julio). Sin lugar a dudas, la más relevante es la 108/1986, que aborda en profundidad la cuestión relativa al sistema de elección. En esta sentencia, el Alto Tribunal, aunque ve coherente la argumentación de los recurrentes de que podría existir un límite implícito en Constitución al establecer que ocho de los vocales deben ser elegidos por las Cortes, mientras que no así para los doce jueces y magistrados, también es cierto que, según dice el Tribunal, en ningún momento el texto prohíbe que de forma legal, el Parlamento se apropie de esa capacidad. Asimismo, prosiguen los magistrados constitucionales, que la resolución de esta ambigüedad no encuentra respuesta clara en el propio debate de elaboración de la Constitución. Tras analizar el propio tribunal el espíritu de la norma, considera que esta pretende «asegurar que la composición del Consejo refleje el pluralismo existente en el seno de la sociedad y, muy en especial, en el seno del Poder Judicial» y, que ese riesgo de politización no solo existiría con una elección parlamentaria, sino también con una «elección corporativa» entre los propios jueces y magistrados que podría provocar «que el procedimiento electoral traspase al seno de la Carrera Judicial las divisiones ideológicas existentes en la sociedad».
Por todo ello, el Tribunal concluyó que «La existencia y aun la probabilidad de ese riesgo, creado por un precepto que hace posible, aunque no necesaria, una actuación contraria al espíritu de la Norma constitucional, parece aconsejar su sustitución, pero no es fundamento bastante para declarar su invalidez, ya que es doctrina constante de este Tribunal que la validez de la ley ha de ser preservada cuando su texto no impide una interpretación adecuada a la Constitución. Ocurriendo así en el presente caso, pues el precepto impugnado es susceptible de una interpretación conforme a la Constitución y no impone necesariamente actuaciones contrarias a ella, procede declarar que ese precepto no es contrario a la Constitución».
Posteriormente, otras reformas impulsadas desde gobiernos conservadores como las realizadas por la Ley Orgánica 2/2001, de 28 de junio, o por la Ley Orgánica 4/2013, de 28 de junio, introdujeron un sistema mixto, en el que se mantenían el espíritu de la reforma de 1985 permitiendo la elección parlamentaria de los miembros del CGPJ, pero dando mayor relevancia en el procedimiento de propuesta de candidatos a los jueces y magistrados, así como a las asociaciones judiciales que existieran.

### Políticos

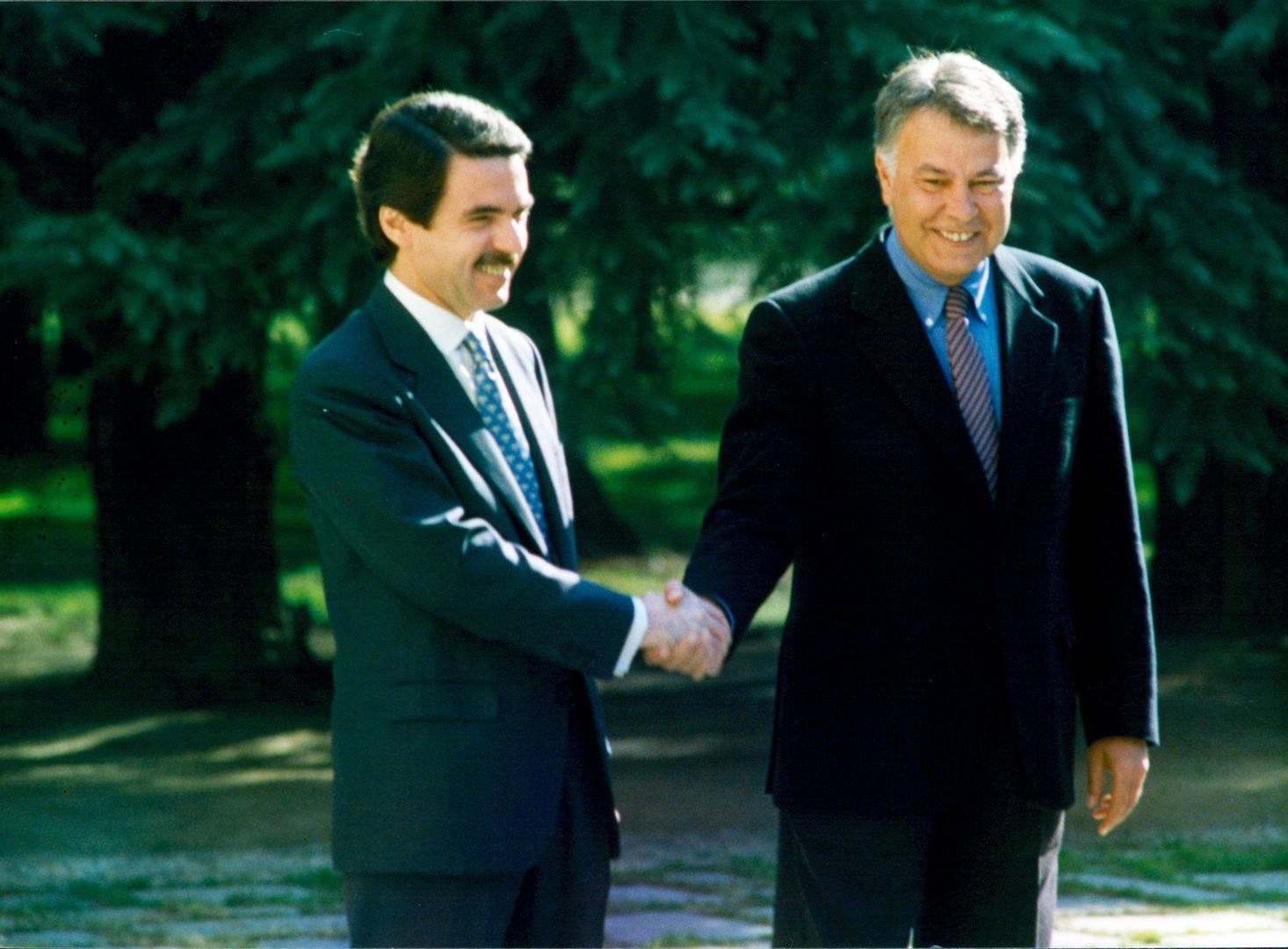
El primer bloqueo ocurrió entre 1995 y 1996, con González en la Presidencia y Aznar en la oposición.

A raíz de la reforma de 1985, la importancia aumentada del Poder Legislativo en la elección de los miembros del órgano de gobierno de los jueces y la mayoría necesaria para ello, requería una mayor lealtad institucional y compromiso por parte de los partidos políticos, principalmente del Partido Socialista y del Partido Popular, partidos que habían dominado el ámbito político desde los años 1980. Pronto se vio que esto no siempre ocurriría. En 1995, con Felipe González en la Moncloa y José María Aznar como líder de la oposición, expiró el mandato del tercer CGPJ pero no encontró renovación hasta 1996, cuando el Partido Popular de Aznar ganó las elecciones generales y, tras ocho meses de interinidad, se renovó con mayoría conservadora. Por aquel entonces, el CGPJ acabó mermado y en la práctica sin capacidad de obrar, pues entre vacancias y dimisiones de vocales, el Consejo se quedó con once miembros, insuficientes para aprobar medidas.
El segundo bloqueo se llevó a cabo en 2006. Gobernando el socialista José Luis Rodríguez Zapatero y en la recta final de la legislatura, el Partido Popular de Mariano Rajoy volvió a rechazar renovar el CGPJ y se mantuvo así durante casi dos años. En 2008, tras ganar de nuevo las elecciones generales los socialistas, los populares accedieron a renovar el órgano de gobierno judicial.

## Hechos
Al igual que en otras dos ocasiones anteriores, gobernando el socialista Pedro Sánchez y con el Partido Popular —con Pablo Casado al frente— como principal partido de la oposición, en diciembre de 2018 expiró el mandato vigente del Consejo General del Poder Judicial. Unos meses antes, tal y como dictaba el procedimiento, el presidente del Tribunal Supremo y del Consejo del Poder Judicial, Carlos Lesmes, remitió a las cámaras legislativas una lista de 51 candidatos para que el Parlamento escogiera los doce vocales del turno de Jueces y Magistrados que establecía la Constitución y la Ley Orgánica del Poder Judicial.

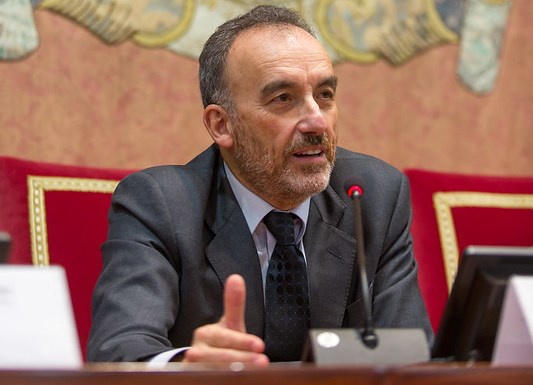
Manuel Marchena, candidato a la Presidencia del TS y del CGPJ hasta la filtración de unos mensajes de voz.

Dentro del plazo, en noviembre de 2018 el PSOE y el PP pactaron la renovación del órgano, que según se difundió incluiría al conservador Manuel Marchena como presidente. Sin embargo, una semana después se revelaron una serie de mensajes de voz del portavoz popular en el Senado, Ignacio Cosidó, en el que calificaba de «esperanzador» el acuerdo alcanzado y afirmaba que les permitiría controlar «la sala segunda desde detrás y presidiendo la sala 61 —sala especial para enjuiciar a presidentes o magistrados de Sala del Supremo o los procedimientos de ilegalidad de partidos políticos—». Tras estas filtraciones, el propio magistrado Manuel Marchena rechazó ser el candidato a presidir dichos órganos judiciales y el acuerdo recibió el rechazo de las diversas asociaciones judiciales.
Alcanzada la fecha del 4 de diciembre de 2018, expiró el mandato del Consejo General del Poder Judicial. Durante 2019 —año electoral—, Lesmes instó en tres ocasiones mediante cartas a los presidentes de las Cámaras legislativas a renovar el Consejo, En las dos elecciones generales de ese año, abril y en noviembre, el Partido Socialista de Pedro Sánchez resultó ganador, pero sin mayoría para gobernar. A principios de 2020, Sánchez fue reelegido presidente del Gobierno por la mayoría simple del Congreso de los Diputados, tras alcanzar un acuerdo de coalición con Unidas Podemos y conseguir el apoyo de otro partidos minoritarios.
Durante 2020, con Pablo Casado aún en la Presidencia del Partido Popular, continuó siendo imposible renovar el CGPJ, con reproches cruzados tanto de socialistas como de populares. Asimismo, ese año se añadieron nuevos elementos, pues el Partido Popular empezó a poner condiciones para negociar, entre ellas, que el socio minoritario de la coalición gubernamental, Unidas Podemos, no participara en la negociación o que se reformara el sistema de elección de los vocales del Consejo (como pedían también otros partidos). Si bien la primera de las condiciones se aceptó implícitamente, pues Podemos no participó activamente en ninguna de las negociaciones, el Gobierno se negó tajantemente a reformar el sistema de elección sin renovar antes el órgano.
Tras un órdago del PSOE y Unidas Podemos en el que llegaron a registrar en el Congreso una proposición de ley para rebajar la mayoría necesaria para la renovación, el PP y el PSOE volvieron a sentarse a negociar. Durante 2021, el PSOE retiró la reforma y ambos partidos consiguieron llegar a algunos acuerdos para renovar otros órganos como el Tribunal Constitucional, el Tribunal de Cuentas, el Defensor del Pueblo y la Agencia Española de Protección de Datos, pero no para renovar el CGPJ, pues ambos partidos diferían en lo relativo a reformar el método de elección del Consejo, y ninguno cedió. El Gobierno, finalmente, impulsó una reforma de la Ley Orgánica del Poder Judicial (LOPJ) que estableció un régimen especial para el CGPJ en caso de estar en funciones, limitando sus capacidades para hacer nombramientos mientras estuviera en dicha situación. Esto no hizo si no agravar la situación, puesto que ya en 2023 el Supremo había perdido a un cuarto de sus magistrados sin posibilidad de nombrar nuevos.

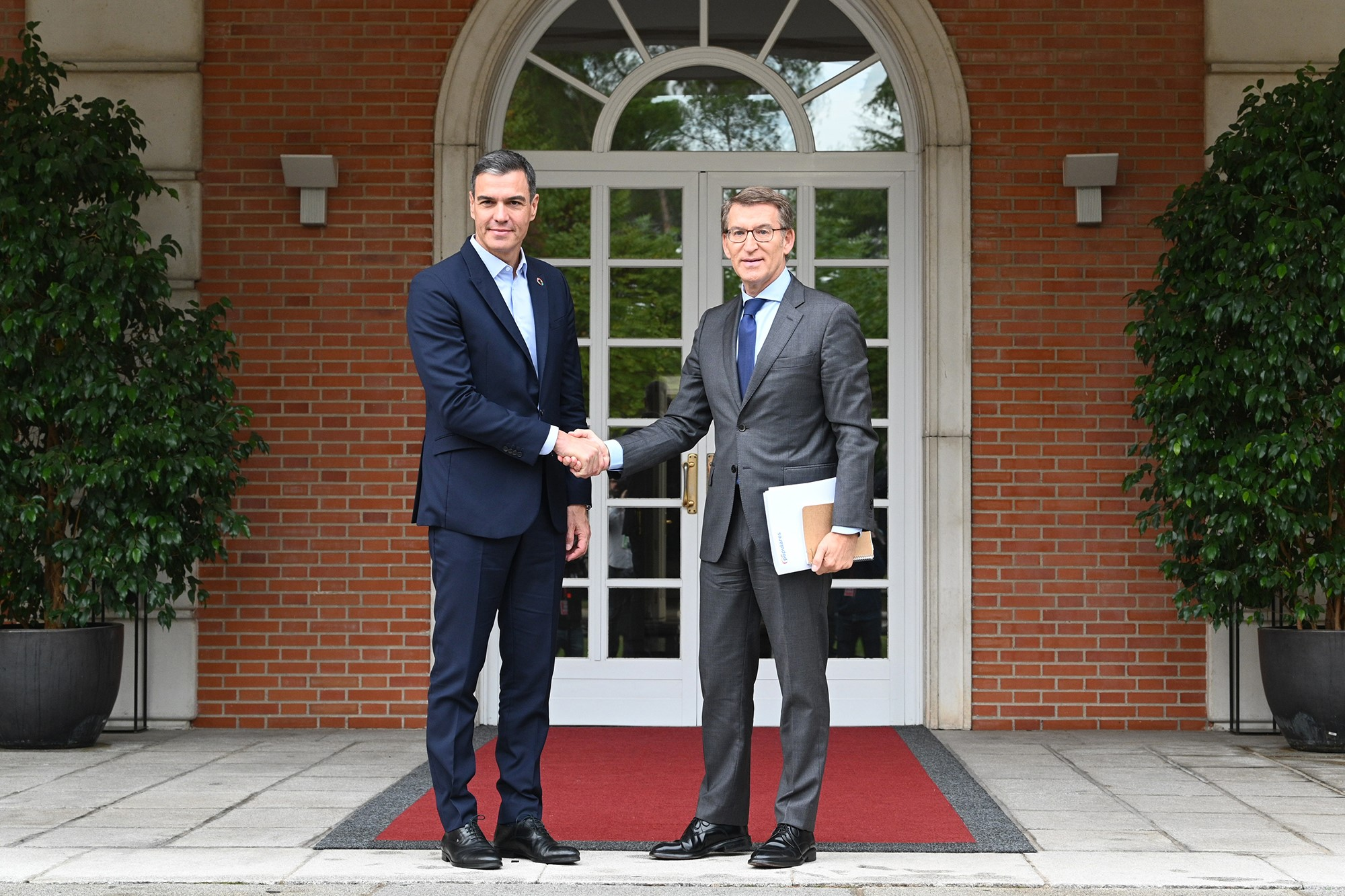
Pedro Sánchez y Alberto Núñez Feijóo en una de sus reuniones para desbloquear la renovación del CGPJ.

El año 2022 supuso un nuevo liderazgo para el Partido Popular, que eligió como su nuevo presidente a Alberto Núñez Feijóo. Con posturas similares a años anteriores, tanto Sánchez como Núñez Feijóo se dispusieron a desencallar la situación, pero filtraciones de reuniones anteriores a mediados de año paralizó de nuevo las negociaciones.
En octubre de 2022, el presidente del Tribunal Supremo y del Consejo General del Poder Judicial, Carlos Lesmes, presentó su dimisión al rey y solicitó su reincorporación a su plaza de magistrado del Tribunal Supremo.
El Gobierno, asimismo, impulsó una nueva reforma de la LOPJ para que este pudiera designar a magistrados del Tribunal Constitucional, pues caducaba el mandato de un tercio de los magistrados que correspondían nombrar al Gobierno y al Consejo.
A finales de 2022 se hizo público que el Gobierno impulsaría una reforma del delito de sedición, algo que no gustó a los populares y que exigieron que se paralizaran tales planes como condición para seguir negociando.
El Gobierno no atendió a tales advertencias y prosiguió con sus planes, dando luz verde el Congreso a la reforma en diciembre de 2022. Además, junto a la reforma del delito de sedición, se impulsó la reforma del delito de malversación y de las mayorías necesarias en el CGPJ para designar magistrados, pues tras varios meses un grupo de vocales conservadores había usado sus votos para bloquear dichas designaciones. Frente a estas reformas, la oposición el PP presentó un recurso de amparo ante el Tribunal Constitucional solicitando la suspensión del pleno del viernes 16, aunque el Alto Tribunal no atendió la urgencia alegada por dichos partidos y aplazó su decisión al lunes siguiente.
El 19 de diciembre de 2022, el Tribunal Constitucional aceptó tramitar el recurso de amparo del Partido Popular (PP), a través del grupo parlamentario Popular en el Congreso, contra la aprobación de enmiendas de la reforma de la Ley Orgánica del Tribunal Constitucional y de la Ley Orgánica del Poder Judicial. El motivo fue que las modificaciones de la ley no se atenían «a la doctrina constitucional sobre el ejercicio del derecho de enmienda y la relación de homogeneidad que ha de existir entre las enmiendas y la iniciativa legislativa que se pretende modificar».
En el mismo día se aceptó tomar medidas cautelarísimas ordenando la suspensión de la tramitación de las enmiendas. Esa aprobación fue hecha por seis votos a favor y cinco en contra, con la emisión de votos particulares de los cinco magistrados que estuvieron en contra de dicha suspensión. Fue la primera vez que el Tribunal Constitucional ordenaba paralizar la tramitación de unas enmiendas de las Cortes Generales. Posteriormente, el Tribunal Constitucional tendrá que entrar en el fondo de la cuestión para decidir si levanta la suspensión de las enmiendas o permite que continúe su trámite parlamentario, algo que podría ocurrir tras un cambio en la composición del propio tribunal.
Tras conocerse el fallo, tanto la presidenta del Congreso de los Diputados, Meritxell Batet, como el presidente del Senado, Ander Gil, realizaron declaraciones institucionales en las que confirmaban que respetarían la decisión del supremo intérprete constitucional, si bien consideraban la decisión un peligroso precedente ya que suponía que «la interrupción de la potestad legislativa esté al alcance de un solo diputado con la interposición de un recurso de amparo» o impedir que los «legítimos representantes de la soberanía popular» pudieran «ejercer sus funciones y debatir o votar la norma en los términos establecidos en el ordenamiento jurídico». Asimismo, defendieron «la autonomía parlamentaria y las funciones del legislativo» y confirmaron que presentarían alegaciones en el procedimiento. Al día siguiente, la Mesa del Senado retiró las enmiendas suspendidas por el Alto Tribunal y confirmó que seguiría con el resto del procedimiento no afectado por la decisión del Tribunal.
Precisamente, en su tradicional discurso de Navidad, el rey Felipe VI alertó de la «erosión» de las instituciones e hizo un llamamiento para que sean «fortalecidas» y «sean un ejemplo de integridad y rectitud». Asimismo, exhortó a «realizar un ejercicio de responsabilidad y reflexionar de manera constructiva sobre las consecuencias que ignorar estos riesgos puede tener para nuestra unión, nuestra convivencia y nuestras instituciones».
El 27 de diciembre de 2022, con tres meses de retraso, el Pleno del Consejo General del Poder Judicial propuso al rey el nombramiento de los magistrados del Tribunal Supremo, César Tolosa Tribiño y María Luisa Segoviano Astaburuaga, como nuevos magistrados del Tribunal Constitucional. Tras estas nominaciones y los dos candidatos propuestos por el Gobierno —el magistrado Juan Carlos Campo y la catedrática Laura Díez Bueso—, se completaría la renovación de dicho tribunal. Los nuevos magistrados tomaron posesión ante el rey el 31 de diciembre de 2022.
El 22 de marzo de 2023, la vocal del CGPJ Concepción Sáez dimitió denunciando la situación «insostenible» del órgano, la «incapacidad de tomar decisiones» y la poca perspectiva de renovación.

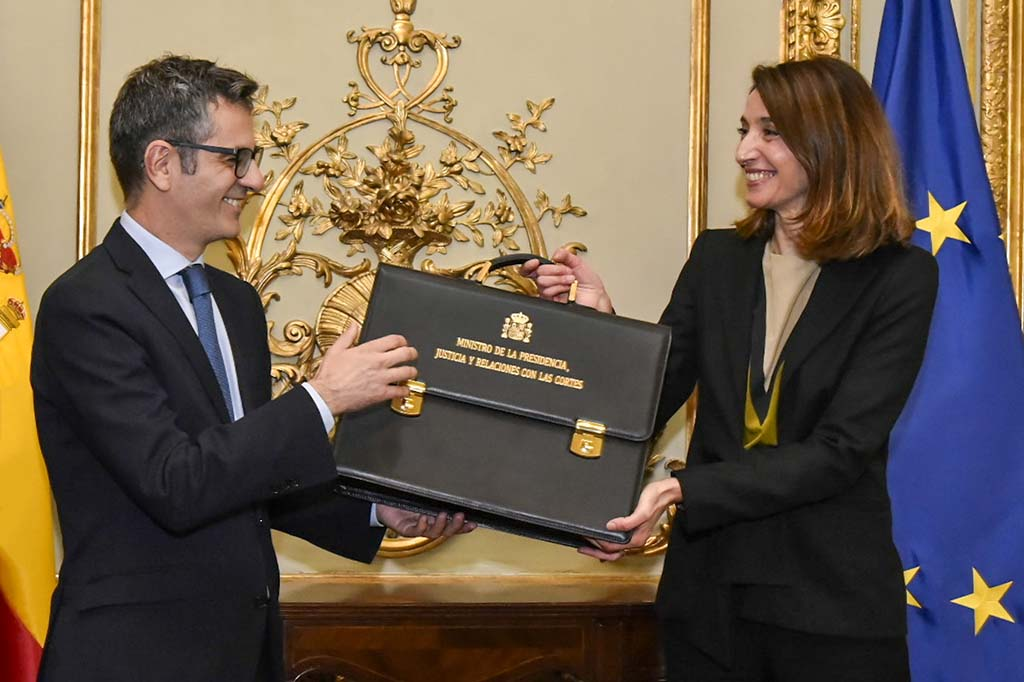
Durante el tercer Gobierno de Pedro Sánchez, este fusionó las carteras de Presidencia y Justicia, que ostentó Félix Bolaños.

Tras las elecciones generales del 23 de julio de 2023, Pedro Sánchez fue investido presidente por tercera vez, formando un nuevo Gobierno en el que otorgó las competencias sobre relaciones con la Justicia a su ministro de la Presidencia, Félix Bolaños, que gestiono ambas carteras. En su discurso inaugural como nuevo ministro de Justicia, Bolaños insistió en que «renovar el Consejo General del Poder Judicial no es una opción, es una obligación», aunque el Partido Popular insistió en que no renovaría el órgano de gobierno judicial salvo que se revise la forma de elección de sus miembros.
A principios de diciembre de 2023, Vicente Guilarte Gutiérrez, presidente en funciones del CGPJ, propuso, como medida para desatascar la renovación del órgano de los jueces en las Cortes Generales, retirar competencias sobre nombramientos al Consejo, de tal forma que los nombramientos judiciales quedarían en manos de los jueces y de un tribunal de juristas con el propósito de «diluir» el interés de los partidos políticos en este órgano.
Tras solicitarlo el Partido Popular, y aceptarlo el Partido Socialista, ambos partidos se reunieron en Bruselas con la mediación de la Comisión Europea el 31 de enero de 2024 para intentar desbloquear la renovación. Sin mucho éxito, a mediados de junio el presidente del Gobierno, Pedro Sánchez, avisó al Partido Popular de que si no acordaban antes de que acabara el mes la renovación, seguiría mermando de competenias al órgano de gobierno de la Justicia. El 25 de junio de 2024, los dos partidos mayoritarios anunciaron un acuerdo para renovarlo, tras cinco años y medio de bloqueo. Los nuevos candidatos fueron elegidos entre el 23 y 24 de julio de 2024, constituyéndose el nuevo Consejo el 25 de julio de 2024. El 3 de septiembre de 2024, el Consejo eligió a la magistrada María Isabel Perelló Doménech como presidenta del Tribunal Supremo y del CGPJ, tomando posesión al día siguiente.

## Acuerdo
Según se anunció el 25 de junio de 2024, el acuerdo giraba en torno a tres ejes:
1. Tramitar de urgencia y aprobar una reforma de la Ley Orgánica del Poder Judicial y del Estatuto Orgánico del Ministerio Fiscal para reforzar la independencia de estas instituciones y de sus miembros, así como instar al nuevo CGPJ a proponer por mayoría reforzada un nuevo sistema de elección del órgano.
2. Renovar los vocales del CGPJ, con candidatos profesionales e independientes, así como la vacante pendiente en el Tribunal Constitucional. No influirán en la elección del presidente del Tribunal Supremo y del Consejo General del Poder Judicial.
3. Compromiso de ambas partes de actuar coordinadamente para garantizar las anteriores medidas, y no apoyar aquellas que no lleven el respaldo de ambos.

## Reacciones al bloqueo

### Nacionales
En el ámbito nacional, durante todo el periodo que abarca esta crisis institucional, se ha caracterizado por una nula asunción de la responsabilidad por parte de los principales actores políticos así como de constantes reproches mutuos. Desde el Gobierno, formado inicialmente por el PSOE y posteriormente con la inclusión de Unidas Podemos, se ha acusado a la oposición —principalmente al PP— de no tener voluntad para negociar una renovación y poner constantes condiciones que entorpecieran ese objetivo. Por su parte, el Partido Popular, con argumentos similares, culpó al Gobierno de falta de voluntad negociadora así como calificándolo de «autoritario» y acusándolo de querer «asaltar las instituciones». A muchas de estas descalificaciones se unieron también partidos como Ciudadanos o Vox (en ocasiones contra el gobierno, otras contra ambos partidos), que desde el principio se negaron a participar en el «reparto de cromos» y exigieron reformar el método de elección del GGPJ.

### Internacionales
En el ámbito internacional, la oposición política ha realizado constantemente llamados a las instituciones de la Unión Europea para que se alinearan con sus pretensiones. En respuestas a estas llamadas, la Comisión Europea siempre ha mantenido que era necesaria una renovación inmediata y la reducción de la influencia política en la elección de los vocales del CGPJ. En este sentido, en 2022 el comisario de Justicia, Didier Reynders, llegó a visitar el país para intentar mediar, sin éxito.
Asimismo, fuera de la Unión Europea, el Consejo de Europa también ha insistido en la necesidad de renovar el sistema de elección así como concluir la «prioritaria» renovación del CGPJ. Por otra parte, también ha criticado la falta de voluntad para implementar algunas de sus recomendaciones.